# Phare Nobbys Head
Le phare Nobbys Head, ou phare Nobby's Head est implanté à Nobbys Head (en) au sud de l'entrée du port de Newcastle en Australie.

## Caractéristiques
Le phare est une tour ronde, blanche, de métal, d'une hauteur de 10 mètres surmontée d'une lanterne.

## Codes internationaux
- ARLHS[4] : AUS-118
- NGA : 111-6064
- Amirauté[5] : K2728

## Divers
Le phare est exploité par le port de Newcastle. Il est ouvert au public le dimanche de 10 heures à 16 heures.

## Galerie

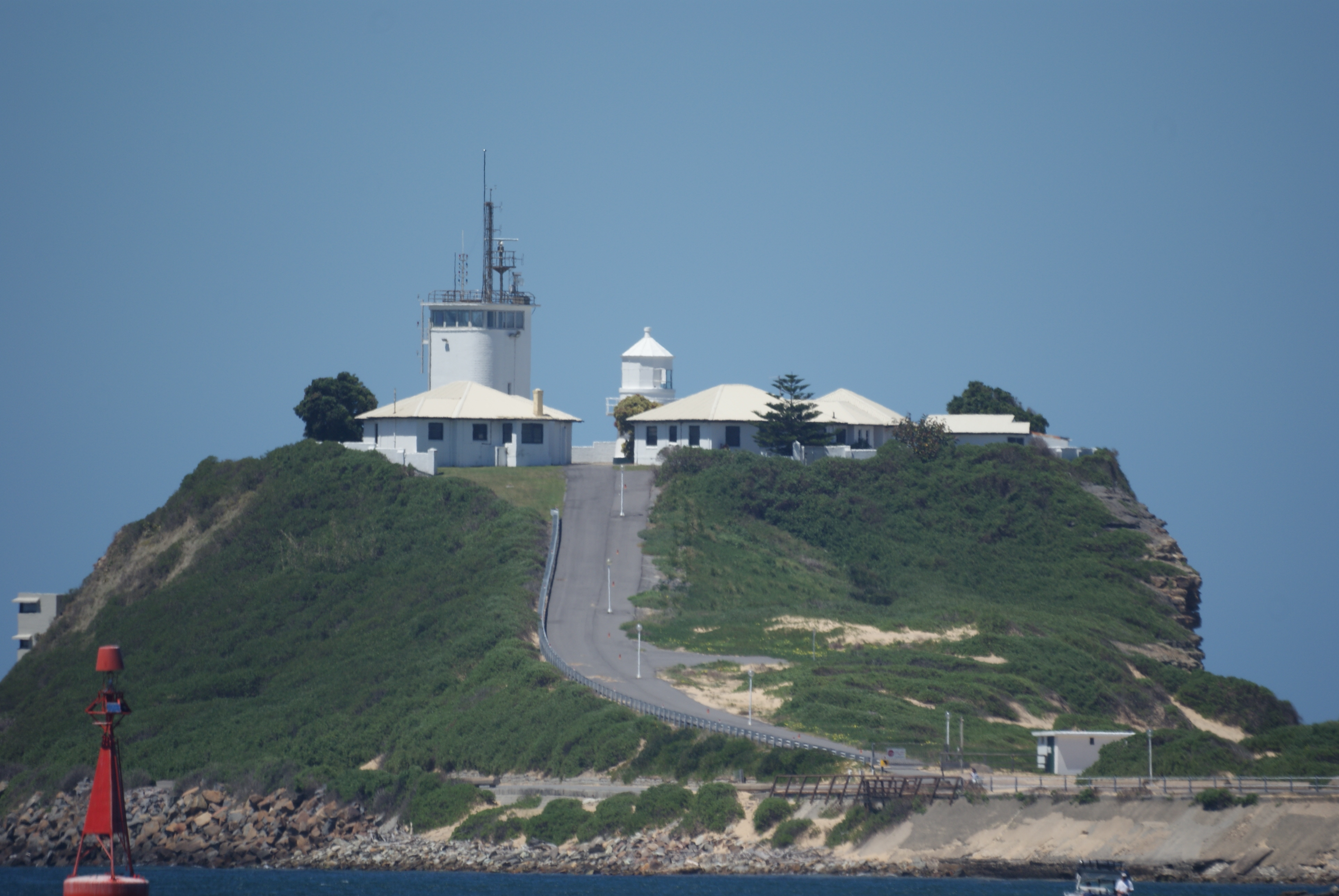
Vue distante du phare
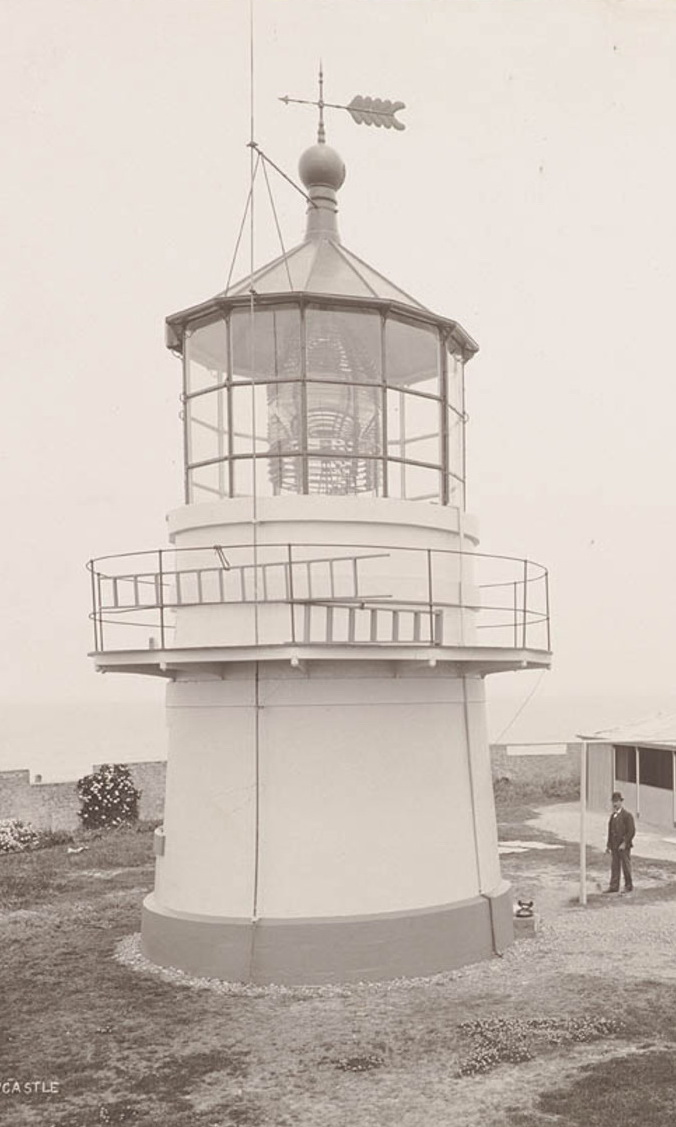
Le phare en 1902

## Source
- (en) Cet article est partiellement ou en totalité issu de l’article de Wikipédia en anglais intitulé « Nobbys Head Light » (voir la liste des auteurs).